# كريس هينتون
كريس هينتون (بالإنجليزية: Chris Hinton)‏ هو لاعب كرة قدم أمريكية أمريكي، ولد في 31 يوليو 1961 في شيكاغو في الولايات المتحدة.

## وصلات خارجية
- كريس هينتون على موقع مرجع كرة القدم المحترفة.كوم (الإنجليزية)